# Silla Wassily

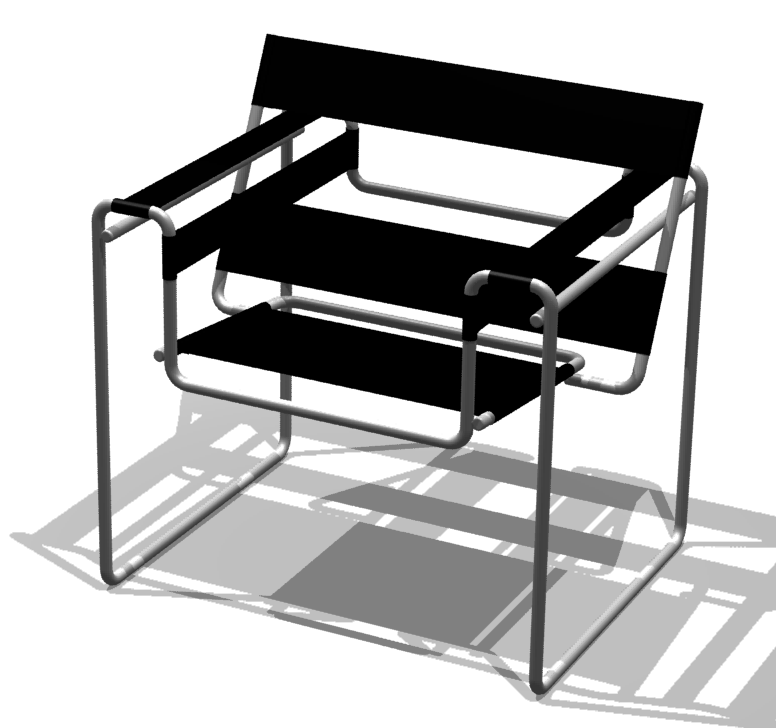
La silla Wassily fue un diseño revolucionario para la época por su construcción en acero cromado.

La silla Wassily, también conocida como Modelo B3, fue diseñada por Marcel Breuer y Marcel Bouvier en 1925-26 mientras  era director del taller de ebanistería en la Bauhaus, en Dessau, Alemania. A pesar de la creencia popular, la silla no fue diseñada para el pintor no-objetivista Wassily Kandinsky, quien fue docente simultáneamente en la Bauhaus. Sin embargo, Kandinsky había admirado el diseño completado, y Breuer fabricó un duplicado para la oficina personal de Kandinsky. La silla llegó a conocerse como «Wassily» en las décadas posteriores, cuando fue rediseñada por un fabricante italiano llamado Gavina que según sus palabras había adquirido una  «conexión con Kandinsky» en el curso de sus investigaciones sobre los orígenes de la silla.
El diseño de la silla fue especialmente revolucionario para la época, por su uso de tubos de acero y su método de fabricación. La estructura original era de acero niquelado, posteriormente cromado, y doblado. El asiento y el respaldo son de cuero, lona o tela.